# Markarjan 501
Markarjan 501 (Mrk 501, auch Mkn 501) ist ein Blasar im Sternbild Herkules, der erstmals von Benjamin Markarjan systematisch beobachtet wurde. Er ist etwa 450 Millionen Lichtjahre (nach anderen Angaben nur 300 Millionen Lichtjahre) von der Erde entfernt. In seinem Zentrum befindet sich ein Schwarzes Loch von etwa 0,9 bis 3,4 Milliarden Sonnenmassen. Der entstehende Jet-Strahl hat fast Lichtgeschwindigkeit und ist in Richtung Erde gerichtet. 
Markarjan 501 gehört mit Markarjan 421 zu den nächsten und stärksten hochenergetischen Gammastrahlenquellen. Er wird seit 1995 systematisch mit HEGRA auf La Palma beobachtet. Im Jahr 1997 wurden mehrere hochenergetische Ausbrüche verzeichnet, deren Intensität bis zum Zehnfachen der des Krebsnebels reichte.
Markarjan 501 gilt auch als wichtiges Objekt zur Überprüfung neuer theoretischer physikalischer Ansätze. Nachdem Floyd Stecker im Jahr 2003 aus den Beobachtungsdaten keine Hinweise auf eine Nichtkonstanz der Lichtgeschwindigkeit fand, wurde im Juli 2005 mit dem 17 Meter-MAGIC-Teleskop auf La Palma ein Ausbruch beobachtet, bei dem Photonen im Teraelektronenvolt-Bereich nach bisherigen Auswertungen vier Minuten früher eintrafen als Photonen mit etwa 500 MeV. Das wird als Hinweis auf die Überprüfbarkeit der Quantengravitation gewertet. Mit dem 2008 gestarteten Satelliten FGST sollen diese Beobachtungen weiter verbessert werden.